# Parableta kempfi
Parableta kempfi är en insektsart som beskrevs av Piza Jr. 1976. Parableta kempfi ingår i släktet Parableta och familjen vårtbitare. Inga underarter finns listade i Catalogue of Life.